# Tony Lakatos

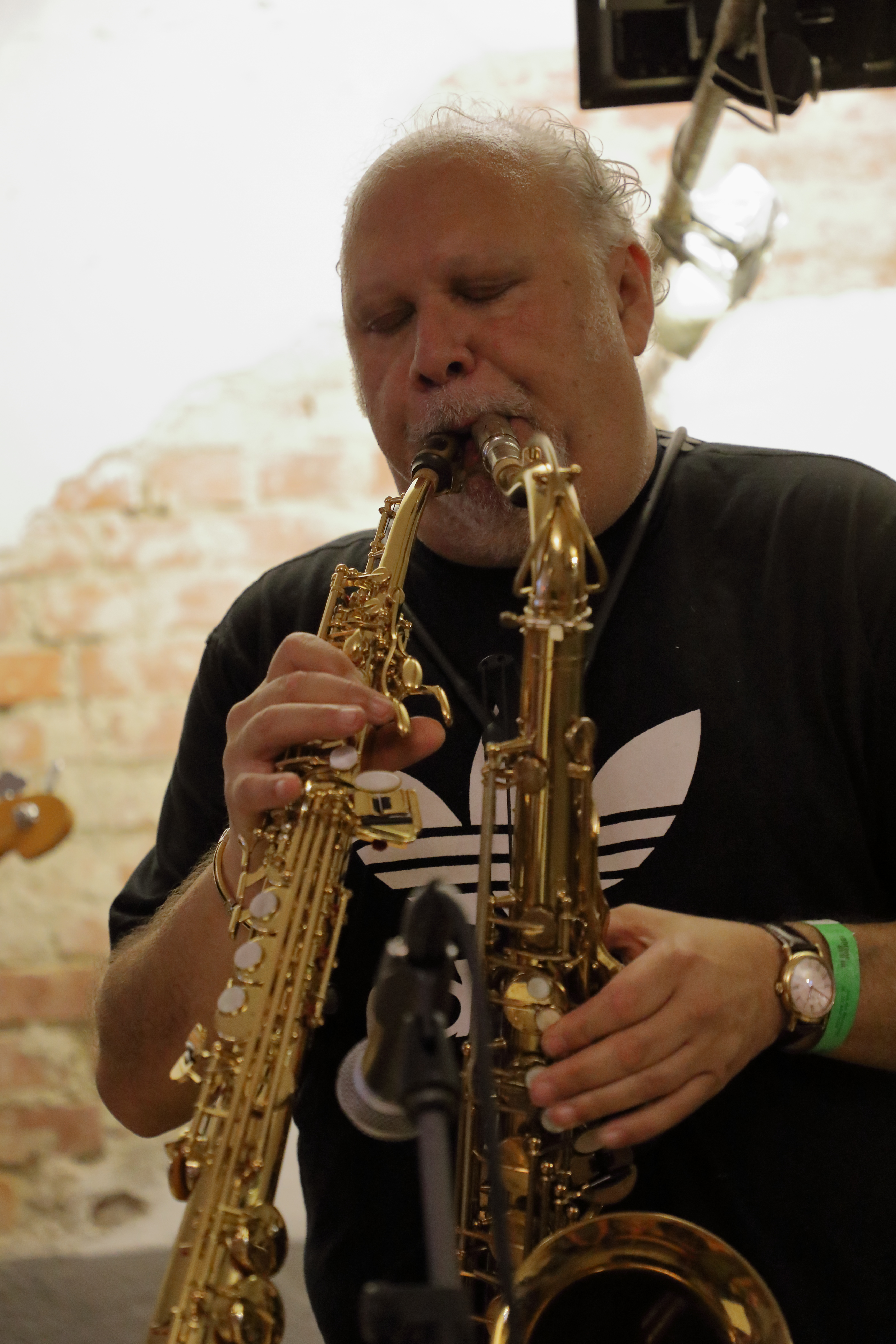
Mit Web Web auf dem INNtöne Jazzfestival 2019

Antal „Tony“ Lakatos (* 13. November 1958 in Budapest) ist ein ungarischer Jazzsaxophonist (Tenor-, Sopransaxophon).

## Leben und Wirken
Lakatos stammt aus der Lakatos-Dynastie, einer Familie bekannter Geiger (zu seinen Vorfahren gehört János Bihari), und begann daher seine musikalische Entwicklung mit Violinenunterricht. Mit siebzehn Jahren wechselte er zum Saxophon. Während seines Studiums auf dem Bartók-Konservatorium begann er, mit eigenen Gruppen aufzutreten. 
1979 spielte er in Athen seine erste Platte ein; seit 1980 trat er in Deutschland, insbesondere in der Band von Toto Blanke, aber auch mit Chris Beier und mit Milan Svoboda auf. Von 1993 bis 2021 war er Mitglied der hr-Bigband, mit der er etwa 2008 als Solist ein Doppelalbum mit neuen Arrangements von Porgy and Bess einspielte. Neben seiner Tätigkeit in der Bigband trat er weiterhin mit eigenen Gruppen auf, zu denen beispielsweise Randy Brecker, Joanne Brackeen oder Dick de Graaf als Co-Leader sowie George Mraz und Al Foster gehörten. Auch legte er mit einigen weiteren Solisten der hr Bigband (Heinz-Dieter Sauerborn, Axel Schlosser und Günter Bollmann) und der Rhythmusgruppe der Mingus Big Band das Album Let´s Get Lost vor. Mit Schlosser, Robi Botos, Robert Hurst und Billy Drummond entstand 2012 das Album HomeTone.
Weiterhin spielte er mit Kenny Wheeler, Art Farmer, Chris Hinze, Kirk Lightsey, Joachim Kühn, Fritz Krisse, Chris Beckers, Roberto Magris, Jasper van’t Hof und Peter Protschka. Außerdem wirkte er auch an Aufnahmen von Philippe Caillat, Kitty Winter, Michael Sagmeister, Özay Fecht und Dusko Goykovich mit. Zudem spielt er seit einigen Jahren bei den Red Hot Hottentots aus Frankfurt. 
Seit 2017 spielt er in der Band Web Web mit Roberto Di Gioia, Christian von Kaphengst und Peter Gall.
Lakatos verfügt über einen leuchtenden Ton mit kompakten Höhen und gilt Martin Kunzler zufolge als vorzüglicher Balladen-Interpret. Er war bisher (2009) an der Einspielung von mehr als 280 LPs und CDs beteiligt. Er ist der erste ungarische Musiker, dessen Platten die Gavin Report Top Ten der amerikanischen Jazz-Radiosender erreichten („Recycling“, 1993; „The News“).
Tony Lakatos wurde mit dem Hessischen Jazzpreis des Jahres 2020 ausgezeichnet. 2023 veröffentlichte er auf Skip Records unter Beteiligung von Alex Sipiagin, Danny Grissett, Gregory Hutchinson und Hans Glawischnig das Album Blue Chili.
Lakatos lebt in Frankfurt am Main.

## Kritik an Diskriminierung von ethnischen Minderheiten in Ungarn
Im April 2010 beklagte Lakatos, der der ethnisch-kulturellen Minderheit der Roma angehört, in einem Interview in der deutschen Tageszeitung Die Welt die seit einem politischen Rechtsruck in Ungarn verschärfte Diskriminierung von Roma und Juden in seiner Heimat und wies drauf hin, dass diese Diskriminierung zu Zeiten des Kommunismus nicht so stark verbreitet gewesen sei wie heute.

## Literatur

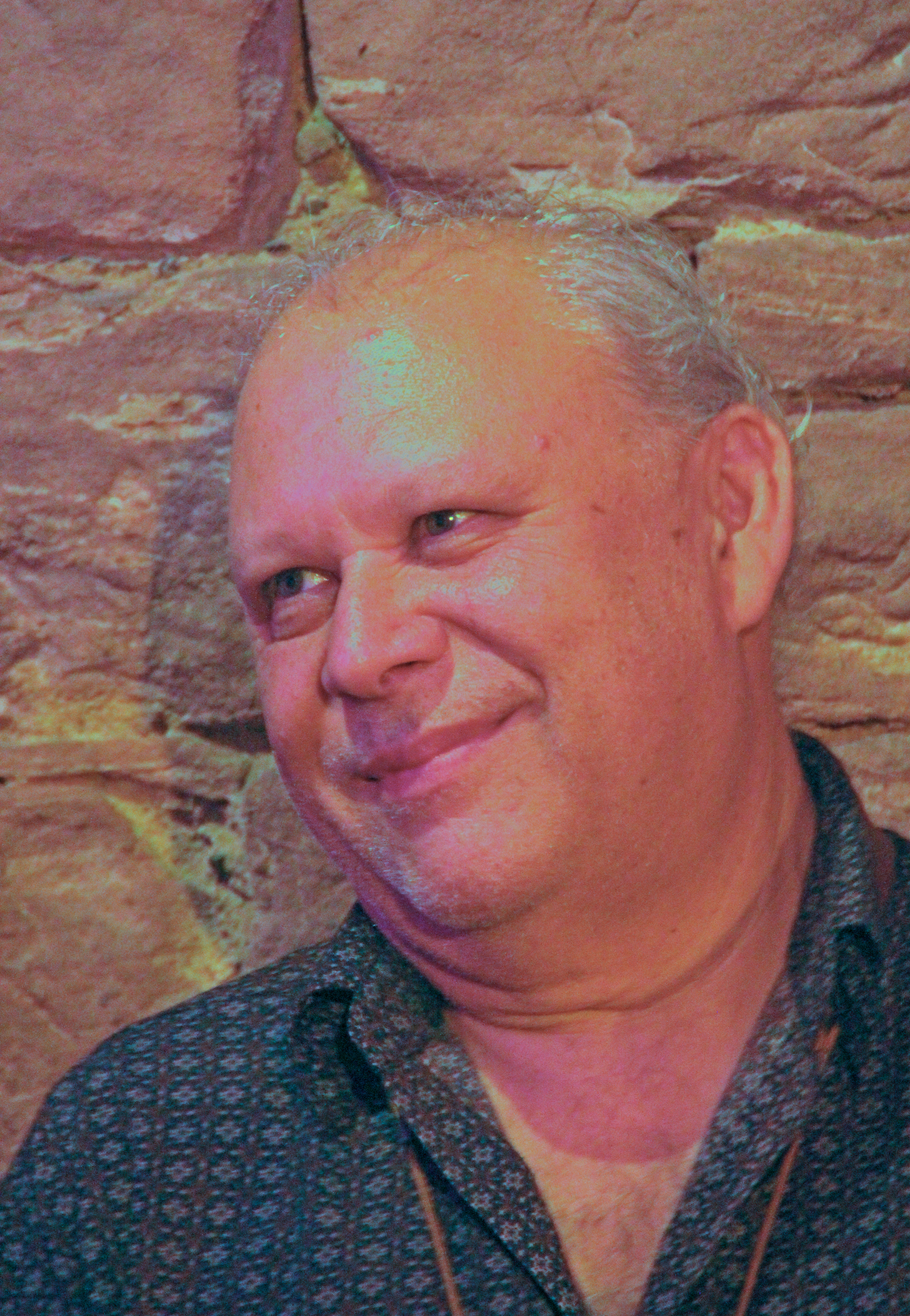
2017 in Frankfurt